# Конингем, Артур
Артур Конингем (англ. Arthur Coningham; 19 января 1895 — объявлен умершим 30 января 1948 года) — маршал Королевских военно-воздушных сил Великобритании. Во время Первой мировой войны (1914—1918) принимал участие в Дарданелльской операции в составе Экспедиционных сил Новой Зеландии. Затем был комиссован Новой Зеландией как непригодный для дальнейшей военной службы и за свой счёт отправился в Великобританию, где присоединился к Королевскому лётному корпусу и вскоре стал лётчиком-асом. Во время Второй мировой войны Артур Конингем был одним из старших командующих Королевскими ВВС Великобритании.
Артур Конингем стал одним из офицеров, организовавших развитие передовых систем воздушного контроля, направляющих непосредственную авиационную поддержку, будучи командующим Королевскими ВВС Великобритании во время Североафриканской кампании (с 1941 по 1943 год), а также как командующий тактическими воздушными силами в Нормандской операции в 1944 году. Он стал архитектором современной воздушно-силовой доктрины в отношении тактических воздушных операций, основанной на трех принципах: необходимость превосходства в воздухе в качестве первоочередной задачи, централизованное командование воздушными операциями в сочетании с наземным руководством и новаторская тактика в поддержке наземных операций.
30 января 1948 года пропал без вести вместе со всеми другими пассажирами и экипажем авиалайнера Avro Tudor где-то у восточного побережья Соединённых Штатов Америки в Бермудском треугольнике. Артур Конингем был награждён Орденом Бани, Орденом Британской империи, Орденом «За выдающиеся заслуги», Военным крестом Великобритании, Крестом «За выдающиеся лётные заслуги», Крестом Военно-воздушных сил Великобритании.

## Ранний период жизни
Артур Конингем родился 19 января 1895 года в Брисбене, штат Квинсленд. Его отца также звали Артур Конингем, и он был известен тем, что играл в тест-крикет, а также привлечен к уголовной ответственности за дачу ложных показаний в суде. В связи с этим событием старший Артур Конингем принял решение эмигрировать в Новую Зеландию. В Новой Зеландии старший Артур Конингем вновь был привлечен к уголовной ответственности и провёл шесть месяцев в местах лишения свободы за мошенничество.
Артур Конингем был стипендиатом в Веллингтонском колледже. Хотя он получал стипендию, но при этом не отличался большими успехами в учёбе. Артур любил заниматься спортом, имел опыт верховой езды, а также умел обращаться с огнестрельным оружием. Родители развелись, когда ему было семнадцать лет, основанием для развода послужила неверность его отца. Артур Конингем тогда заявил своему отцу: «Послушай, Конингем, ты можешь быть моим отцом, но мне стыдно за тебя». Артур Конингем был сдержанным по натуре человеком, некурящим, трезвенником и не терпел нецензурной лексики.

## Военная карьера

### Служба во время Первой мировой войны
В августе 1914 года Артур Конингем вызвался добровольцем в Экспедиционные силы Новой Зеландии и принял участие в завоевании Германского Самоа. Затем служил в Египте и Сомалиленде в качестве солдата в Кентерберийском конном стрелковом полку, но в марте 1916 года заболел брюшным тифом и был выведен из строя. Однако, в апреле он отправился в Соединённое Королевство Великобритании и Ирландии и добровольно записался в Королевский лётный корпус.
19 декабря 1916 года поступил на службу в 32-й эскадрилью Королевских ВВС Великобритании, после прохождения инструктажа по полету, Артур Конингем совершил многочисленные патрулирования в период с 5 января по 30 июля 1917 года, когда был ранен во время воздушного боя и вернулся для прохождения лечения в Великобританию. Во время битвы при Аррасе 32-я эскадрилья предпринимала систематические обстрелы германской пехоты и линий связи, особенно с участием бипланов Airco DH.2. 1 июля 1918 года Артур Конингем вернулся во Францию в звании майора и командовал 92-й эскадрильей. 11 августа 1918 года был снова ранен в интенсивном воздушном бою, но остался во Франции и почти сразу возобновил полёты. До конца Первой мировой войны Артур Конингем на истребителе Royal Aircraft Factory S.E.5 осуществлял бомбардировки и обстрелы германских аэродромов, войск, позиций орудий и транспорта.
За 11 месяцев на фронте он участвовал в 176 патрулях над оборонительными линиями противника, ему приписывают девять побед в воздушных боях над самолётами противника и участие в уничтожении трёх других вместе с Эвандером Шапардом, Фрэнком Биллинджем и Артуром Ранделлом. Ему также приписывают семь воздушных побед за то, что он вывел из строя самолёты противника. Артур Конингем за участие в Первой мировой войне был награждён двумя наградами: Орденом «За выдающиеся заслуги» и «Военным крестом», полученными во время службы в 32-й эскадрилье. В течение этого времени получил прозвище «Мэри», от слова «Маори», из-за того, что долгое время жил в Новой Зеландии.

### Межвоенные годы
После окончания Первой мировой войны Артур Конингем остался служить в Королевских ВВС Великобритании, став офицером в 92-й эскадрилье. В начале 1920-х годов работал техническим инструктором и инструктором по полету, а затем был направлен в 55-ю эскадрилью, осуществляющими рейсы на самолёте Airco DH.9A из Мосула в Ираке. Летом 1923 года Артур Конингем был назначен командиром 55-й эскадрильи. С начала 1924 года до начала 1926 года он выполнял обязанности офицера штаба, сначала в штаб-квартире Египетской группы, а затем в штаб-квартире Королевских ВВС Великобритании на Ближнем Востоке.
Находясь в Египетской группе, Артур Конингем возглавил отряд из трех DH.9A из 47-й эскадрильи, совершивший перелет на 4800 км через африканский континент, и приземлившись в Нигерии. Вылетев из Хелуана близ Каира утром 27 октября 1925 года, три самолета без особых инцидентов достигли нигерийского города Кано 1 ноября. Обратный рейс начался рано утром 12 ноября и ознаменовал собой первое путешествие через Африку по воздуху с запада на восток. В этот раз они преодолели 10 500 км за 80 часов фактического полетного времени, пролетев 16 из 24 дней миссии, и без особых происшествий. По результатам полёта Артур Конингем был награждён Крестом Военно-воздушных сил Великобритании за это достижение.
После дальнейшей службы в Королевском военно-воздушном колледже в Крэнвелле и Центральной лётной школе, Артур Конингем был назначен командиром авиационного крыла в 1931 году. В следующем году его отправили в Судан в должности старшего офицера ВВС, а в июле 1932 года он женился на Нэнси Брукс Фрэнк, вдове сэра Говарда Фрэнка. По возвращении в Великобританию в 1935 году приступил к исполнению служебных обязанностей в Прибрежной зоне, а 1 января 1937 года получил звание капитана группы и служил старшим офицером воздушного штаба в группе № 17 (по учебной подготовке). С 1937 по 1939 год Артур Конингем был офицером Королевских ВВС на базе Калшот.

### Служба во время Второй мировой войны
Артур Конингем встретил Вторую мировую войну в должности командира 4-й группы бомбардировщиков авиации, которой он руководил в течение двух лет, включая первый год осуществления бомбардировок территории Германии. В июле 1941 года был переведен в Египет маршалом авиации Артуром Теддером, главой ближневосточного командования Королевскими ВВС Великобритании, для осуществления руководства группой № 204, сменив вице-маршала авиации Раймонда Коллишоу. Два месяца спустя, чтобы соответствовать своим растущим размерам и статусу с недавно сформированной 8-я армии Великобритании, авиационная группа была преобразована в Воздушные силы Западной пустыни. Артур Конингем унаследовал плохо функционирующее подразделение, когда Королевские военно-воздушные силы Великобритании почти не могли поддерживать наземные войска ударами с воздуха. Он быстро назначил на руководящие должности тех, кому доверял, и не контролировал их, однако, возлагал на своих подчиненных строгую ответственность за достижение желаемых результатов. Любые ошибки его подчиненных, которые приводили к гибели солдат, становились основанием для увольнения.
Столкнувшись с нехваткой оборудования, враждебной обстановкой в пустыне и превосходящими по численности вражескими самолетами, система управления авиационными подразделениями Артуром Конингемом, благодаря разумному развертыванию эскадронов, постепенно добилась превосходства в воздухе в Североафриканской кампании. В частности, Артур Конингем поручил использовать самолёты как истребители-бомбардировщики, способные сражаться в качестве истребителей в воздухе и при этом участвовать в бомбардировках и стрельбе по наземных целей противника. Артур Конингем разработал эффективную систему наземной поддержки для обеспечения безопасности полёта самолетов, а также систему управления и контроля, позволяющую наземным наблюдателям осуществлять радиосвязь при воздушных атаках. Воздушные силы Западной пустыни Артура Конингема в ходе непрерывных воздушных атак наземных целей противника сыграли важную роль в прекращении наступления противника в Эль-Аламейне в июле 1942 года. Артур Конингем установил тесное сотрудничество с новым командующим 8-й британской армии генералом Бернардом Монтгомери.
Артур Конингем был посвящен в рыцари после сражения при Эль-Аламейне и продолжал оказывать тактическую авиационную поддержку 8-й британской армии, пока они не заняли Триполи в январе 1943 года. Позже, в 1943 году Артур Конигем был произведён в маршалы авиации и руководил тактическими военно-воздушными операциями во время вторжения сил союзников на Сицилию и высадки в Италию в качестве командующего Северо-западной африканской тактической авиацией.
Как ведущий командир в области ведения тактической воздушной войны, Артур Конингем был назначен командиром 2-ми тактическими подразделениями Королевских ВВС Великобритании во время северо-западной европейской кампании под командованием маршала авиации Траффорда Ли-Мэллори, который руководил экспедиционными воздушными силами союзников, и в январе 1944 года был отозван в Великобританию, где помогал планировать авиационную поддержку для высадки в Нормандии. Его взаимоотношения с Бернардом Монтгомери заметно ухудшились после осуществления высадки. Они часто конфликтовали, когда Бернард Монтгомери регулярно пытался напрямую связаться с Траффордом Ли-Мэллори, игнорируя Артура Конингема, который был ответственным для запросов воздушной поддержки. В конце июня Монтгомери просил Артура Теддера, который был заместителем генерала США Дуайта Эйзенхауэра в Главном командовании союзных сил, уволить Артура Конингема после того, как тот раскритиковал армию за опоздание с захватом Кана, чтобы предоставить аэродромы для тактических самолетов. Однако, Артур Теддер, посоветовал Дуайту Эйзенхауэру не отстранять от должности Артура Конингема, так как тот верно критиковал армию и его увольнение станет катастрофой. В августе 1944 года Бернард Монтгомери написал письмо Алану Бруку в котором сообщил, что Конингем яростно настроен против армии и презирается всеми солдатами, а командование армии не доверяет ему и не хочет его больше видеть. Однако, в итоге именно Бернард Монтгомери получил негативную оценку от Дуайта Эйзенхауэра, в то время как штаб Траффорда Ли-Мэллори был распущен в октябре за ненадобностью.
Артур Конигем оставался командиром 2-го тактического подразделения Королевских ВВС Великобритании до июля 1945 года, когда его сменил главный маршал авиации сэр Шолто Дуглас, а Конигем стал главой командования летной подготовки. Будучи опытным яхтсменом, в 1947 году Артур Конигем  был назначен коммодором яхт-клуба Королевских военно-воздушных сил Великобритании, который тогда базировался в Калшоте, а затем был передислоцирован в Хэмбл.

## Выход на пенсию и исчезновение
Карьера Артура Конингема подошла к концу 1 августа 1947 года после 30 лет военной службы. Выход на пенсию был осуществлён по его собственному желанию. 30 января 1948 года пропал без вести, когда авиалайнер Avro Tudor, в котором он направлялся на Бермудские острова, пропал у восточного побережья Соединённых Штатов Америки.

## В популярной культуре
В американском биографическом кинофильме «Паттон» Артура Конингема сыграл актёр Джон Барри.